# Korenovsk
Korenovsk (rusky Кореновск) je město v Krasnodarském kraji v Ruské federaci. Při sčítání lidu v roce 2010 měl přes čtyřicet tisíc obyvatel.

## Poloha a doprava
Korenovsk leží na Bejsužjoku Levém, levém přítoku Bejsugu v povodí Azovského moře. Od Krasnodaru, krajského správního střediska, je vzdálen šedesát kilometrů severně.
Přes město prochází dálnice M4 z Moskvy do Novorossijsku.

## Dějiny
Korenovsk byl založen v roce 1794 záporožskými kozáky původně pod jménem Koreněvskij kureň (Кореневский курень). Od půlky devatenáctého století se nazývalo Korenovskaja (Кореновская). V roce 1961 byl povýšen na město a přejmenován na Korenovsk